# Slendro
| Reprodueix ambdues escales: slendro i escala de tons |
|                                                      |
| -                                                    |
|                                                      |

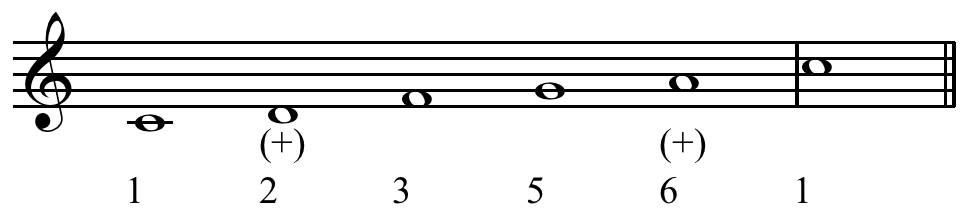
L'escala slendro aproximada en notació occidental.

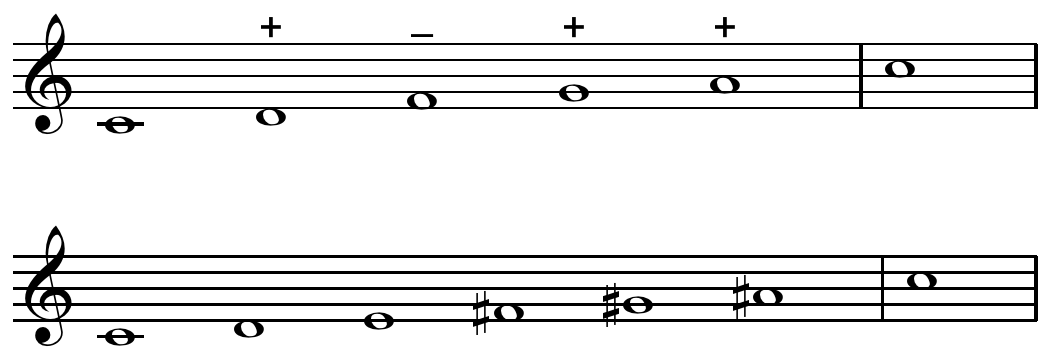
Escala slendro-djawar comparada amb l'escala de tons en do or.

L'escala slendro (també anomenada salendro en sondanès) és una escala pentatònica,   Play (?·pàg.) la més antiga de les dues escales més utilitzades en gamelan. L'altra és l'escala pelog. Hi ha dues teories sobre l'origen del terme slendro: la primera defensa que és un derivat de "Sailendra", el nom de la família que va governar Indonèsia durant els segles VIII i IX, el període que va veure construir el temple Borobudur. La segona defensa que el terme té més antiguitat i que prové del déu Sang Hyang Hendra.

## Relació de freqüències
L'investigador i compositor Larry Polansky proposa una relació de freqüències concreta com a base per a descriure l'escala slendro. La seva teoria es basa en la comparació de diferents afinacions que apareixen en estudis anteriors. Si comencem per la nota inicial do, podríem aproximar el seu model a la següent relació de notes occidentals:
1 = do, 2 = re, 3 = mi, 4 = sol, 5 = la

Amb tot, aquesta relació de freqüències varia molt depenent de la regió d'Indonèsia. Dins de cada regió, a més, cada conjunt de gamelan té la seva afinació pròpia; però hi ha regions que tenen una afinació més estable. Aquest és el cas de les escales slendro de Java central, que presenten més estabilitat que les de Bali, on els conjunts d'un mateix poble poden tenir variacions d'afinació molt grans. Els cinc tons de les versions de slendro javaneses estan repartits de manera més o menys equiespaiada dins una octava.
Com en l'escala pelog, els intervals entre notes de la slendro es mantenen gairebé idèntics en els instruments d'un mateix conjunt de gamelan. A vegades hi ha variacions deliberades sobre l'afinació global, com en els conjunts de gamelan balinès: és comú que els instruments es toquin per parelles que han estat afinades subtilment diferent. Això provoca la creació d'ombak per interferència de les ones acústiques, idealment amb una freqüència de modulació estable en totes les notes i registres. Hom creu que aquest fenomen contribueix al so "recarregat" i "brillant", característic del gamelan. Dins les litúrgies que incorporen gamelan, aquests batiments volen transmetre la sensació de la presència divina o bé ajudar l'oient a entrar en un estat meditatiu.
En instruments que no s'afinen amb altures fixades (com els sulings o el rebab) i també en la veu, a vegades s'incorporen notes que no pertanyen a l'escala slendro. El professor i musicòleg sondanès Raden Machjar Angga Koesoemadinata va identificar diset notes complementàries dins les parts vocals. Es tracta de variacions microtonals, similars a les que s'utilitzen al śruti indi.

## Nomenclatura de les notes
A Java hi ha diverses maneres de designar les notes de l'escala slendro; la manera comú de fer-ho és utilitzar els números en javanès, especialment en la seva forma abreujada. Un altre nomenclatura més antiga utilitza noms derivats de parts del cos. Ambdós sistemes tenen el mateix nom per les notes cinquena i sisena. No hi apareix, en canvi, la número quatre, possiblement perquè és un to poc utilitzat en l'escala pelog i no s'acostuma a utilitzar tampoc quan es modula entre els dos sistemes tonals.
| Número | Número en javanès | Número en javanès | Nom tradicional | Nom tradicional    |
|        | Complet           | Abreujat          | Complet         | Significat literal |
| ------ | ----------------- | ----------------- | --------------- | ------------------ |
| 1      | siji              | ji                | panunggal       | cap                |
| 2      | loro              | ro                | gulu            | coll               |
| 3      | telu              | lu                | dhadha          | pit                |
| 5      | lima              | ma                | lima            | mà (cinc dits)     |
| 6      | enam              | nam               | nem             | sis                |

El primer to de l'escala slendro a vegades s'anomena barang (nom utilitzat també per al setè to de l'escala pelog); l'octava pren llavors el nom de barang alit.
A Bali la nomenclatura canvia totalment. S'utilitzen els noms habituals d'altres sistemes tonals: el primer to s'anomena ding i l'escala es completa amb dong, deng, dung, i dang en ordre ascendent.

## Connotacions musicals
Segons els experts, les escales pelog i slendro aporten sensacions diferents, que solen estar relacionades amb els rituals en què s'utilitzen. Per exemple: a Bali, la slendro transmet tristesa perquè s'associa amb els conjunts de gamelan angklung, utilitzats en cerimònies de cremació.
Les connotacions de cada escala també estan relacionades amb el pathet que s'interpreti. En gamelan javanès apareixen tres pathets per escala slendro: el nem, el sanga i el manyura. En aquest ordre apareixen a les actuacions de wayang i per això s'associa cada pathet a un moment concret de la vetllada.